# Yū Watase
Pour les articles homonymes, voir Yū et Watase.
Yū Watase (渡瀬 悠宇, Watase Yū) est une dessinatrice de manga. Elle est née dans la ville de Kishiwada, Ōsaka, le 5 mars 1970.

## Biographie
Elle commence sa carrière de mangaka à l'âge de 18 ans après avoir proposé l'une de ses nouvelles au magazine Shōjo Comic. Elle évite le fastidieux stade de l'assistanat qui est quasiment le passage obligé pour devenir mangaka. Après plusieurs séries courtes ne dépassant pas 3 tomes, elle lance sa première longue série qui est Fushigi Yugi avec qui elle connaît le succès. Elle confirme avec Ayashi no Ceres qui est aussi une série à succès, récompensée par le prix Shōgakukan dans la catégorie Shōnen en 1998.
Ses histoires entrent le plus souvent dans la catégorie des shōjo manga et mêlent humour et fantastique. Cependant, elle ne se cantonne pas à ce genre, avec par exemple le shōnen Arata Kangatari ou le yaoi Sakura-Gari.
En 2019, Watase fait un coming out en tant que genre X (ja), une identité de genre japonaise non binaire,,. À la suite de l'annonce la maison d'édition américaine Viz Media précise que Watase utilise le pronom « elle ».

## Œuvres

### Séries
- Shishunki Miman Okotowari / Contes d'adolescence - Cycle 1 (1991-2006)
- Fushigi Yugi (1992-1998)
- Zoku Shishunki Miman Okotowari / Contes d'adolescence - Cycle 2 (1993-2007)
- Epotoransu ! Mai (1995)
- Ayashi no Ceres (1996-2000)
- Appare Jipangu! (1998-2003)
- Shishunki Miman Okotowari Kanketsu Hen (épilogue des cycles 1 et 2 de Contes d'adolescence) (2000)
- Imadoki (2000-2002)
- Alice 19th (2001-2003)
- Lui ou rien ! (2003-2005)
- Fushigi Yugi - La Légende de Genbu (2003-2013)
- Sakura-Gari (yaoi) (2007)
- Arata Kangatari (1er octobre 2008 - 1er novembre 2023)

### One-shot et nouvelles
- Gomen Asobase, recueil de 4 nouvelles : Gomen Asobase, Pajama de ojama, Pajama de Labyrinth et Kôri Musume wa Otoshigoro (1990)
- Magical Nan, recueil de 4 nouvelles : Magical Nan, Yamato Nadeshiko Romanesque, Half Boy ni Goyoujin et Indo da yo Henjin Shuugou! (1990)
- Otenami Haiken!, recueil de 2 nouvelles : Otenami Haiken! et Heart ni Jewel (1991)
- Otome no Jijo / Affaires de jeune fille, publié dans le 3e volume de Shishunki Miman Okotowari (1991-2007)
- Suna no Tiara, recueil de 3 nouvelles : Suna no Tiara, Hatsuki Triangle et 700 Nichi no Blue (1993)
- Mint de kiss me, recueil de 5 nouvelles : Mint de Kiss me, Genseika, Genseika Bangaihen Hana no Shirube, Furimuke Romance! et Nakago Shikkari Shinasai! partie 1 (1994)
- Musubiya Nanako, recueil de 4 nouvelles : Musibiya Nanako, Perfect Lovers, Memoir Girl et Nakago Shikkari Shinasai! partie 2 (1997)
- Oishii Study (1997)
- Houkagô Gensô / Illusions mortelles, publié dans le 1er volume d’Appare Jipangu! (1998-2003)
- Chikyû no Arukikata, publié dans Shishunki Miman Okotowari Kanketsu Hen (2000)
- Couple, publié dans Shishunki Miman Okotowari Kanketsu Hen (2000)
- Sunde in Touch! / Toucher c'est voler !, publié dans le 5e volume d'Imadoki (2001-2003)
- Zutto Ne! / Pour toujours !, histoire bonus d’Imadoki publiée dans le 5e volume (2001-2003)
- Otome no Hajime / Devenir une femme, histoire bonus d’Alice 19th publiée dans le 3e volume d’Appare Jipangu! (2003-2004)
- Bunny Heart, histoire bonus d'Alice 19th publiée dans le 7e volume (2003-2005)
- Manga Yui / Dessinez le manga avec Yū Watase (2005-2006)
- Ohoshisama Ni Sasemasen / Tu ne deviendras pas une étoile !, publié dans le 6e volume de Lui ou rien ! (2005-2006)
- Shonen Aromatic / Un garçon qui a du nez, publié dans le 6e volume de Lui ou rien ! (2005-2006)
- Nakago Shikkari Shinasai! partie 3 (2005)
- Fukugaeru, prépublié dans Big Comic Spirits, pas de volume relié (2006)
- Pandora Cube (shōnen), prépublié dans Weekly Shōnen Sunday (2008)
- The Best Collection, recueil de nouvelles déjà publiées : Sunde in Touch!, Couple, Hatsuki Triangle, Houkagô Gensô et 700 Nichi no Blue (2008)